# باساحم

تعديل مصدري - تعديل

باساحم هي إحدى قرى عزلة أحور بمديرية أحور التابعة لمحافظة أبين، بلغ تعداد سكانها 227 نسمة حسب تعداد اليمن لعام 2004.